# Lupsault
Lupsault település Franciaországban, Charente megyében. Lakosainak száma 111 fő (2022. január 1.). Lupsault Barbezières, Les Gours, Oradour, Saint-Fraigne és Chives községekkel határos.

## Népesség
A település népessége az elmúlt években az alábbi módon változott:
| Lakosok száma | 228  | 151  | 160  | 126  | 98   | 94   | 99   | 104  | 110  | 111  |
|               | 1968 | 1982 | 1990 | 2006 | 2013 | 2015 | 2017 | 2019 | 2020 | 2022 |